# Museo archeologico provinciale di Salerno
Il Museo Archeologico Provinciale di Salerno raccoglie reperti archeologici provenienti dalla provincia di Salerno e dalla città stessa.

## La sede
Le prime attestazioni relative al complesso monastico di San Benedetto risalgono all'epoca longobarda (868). Distrutto nell'884 e ricostruito per volere dell'abate Angelario, nel 930 il monastero assunse il rango di abbazia. Nel corso del XV secolo il complesso subì diversi interventi di restauro e decorazione. Nel 1581 l'abbazia passò alla congrega degli Olivetani. A seguito della soppressione dell'abbazia dovuta all'emanazione delle leggi napoleoniche, la chiesa fu usata come Real Teatro e solo nel 1857 fu riabilitata alla originaria funzione liturgica. Nel 1868 la chiesa fu utilizzata come deposito del distretto militare e, dopo quasi un secolo, venne restituita alla Curia. La Parte anteriore della chiesa era in origine dotata di un quadriportico che la costruzione della strada ha poi diviso. Le mura che delimitavano l'atrio furono inglobate dal Castelnuovo Reale, il palazzo in cui, nel primo decennio del '400, la regina Margherita di Durazzo, trascorse gli ultimi anni della sua vita. L'edificio che ospita il Museo è dunque un complesso pluristratificato di straordinario interesse: oltre ai resti del quadriportico meridionale e orientale della Chiesa di San Benedetto, che scandisce l'esposizione al pianterreno, sono visibili, sulla facciata principale, i resti del loggiato del Castelnuovo Reale. Al di sotto del livello stradale, dove sono i depositi, sono stati rinvenuti resti delle fortificazioni longobarde.

## La storia

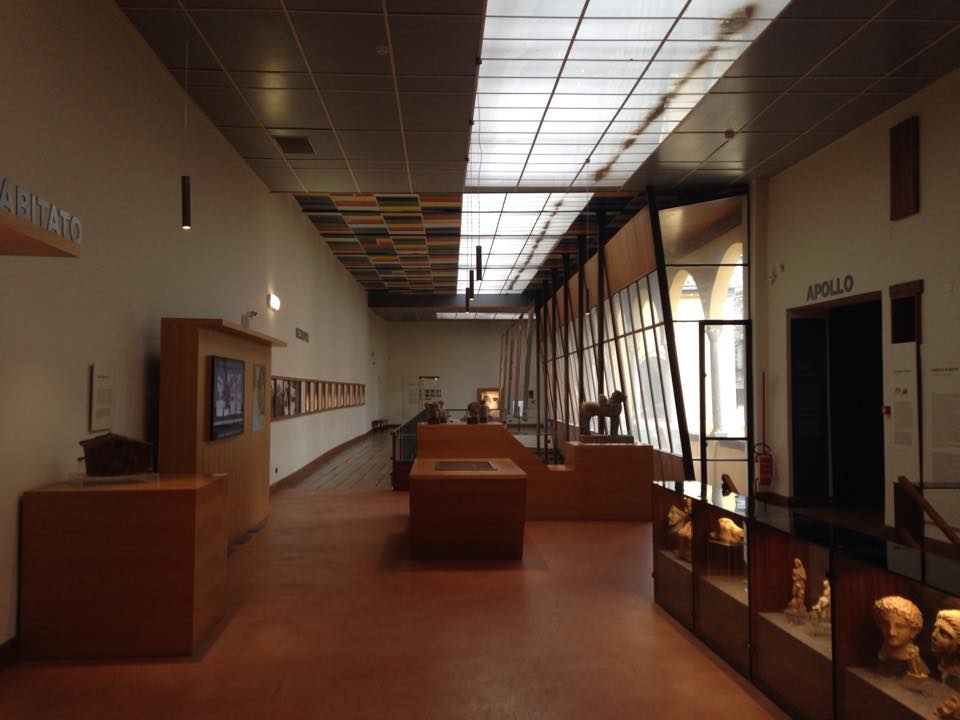
Il primo piano

Il museo archeologico provinciale di Salerno conserva reperti dall'età preistorica all'età tardoantica proveniente dalla città e dei maggiori siti archeologici della provincia, recuperati negli anni grazie a esplorazioni archeologiche, rinvenimenti fortuiti e donazioni di privati. Il museo fu costituito nel 1927 e aperto al pubblico l'anno successivo. Il primo nucleo di reperti, costituito da una serie di basi onorarie ed altri materiali lapidei rinvenuti nella città, fu sistemato prima al secondo piano del Palazzo del Governo fino al 1939 e successivamente nella cosiddetta "Casina" dell'Orto Agrario. In quegli anni la ricerca archeologica nel territorio divenne sempre più intensa, determinando un significativo arricchimento del patrimonio museale. Dopo la guerra il museo fu spostato nel palazzo della Provincia dove rimase fino al 1964, quando fu definitivamente trasferito nel complesso di San Benedetto. La sistemazione finale delle straordinarie testimonianze archeologiche del territorio provinciale all'interno di questo complesso monumentale ha rappresentato anche l'occasione di valorizzare e restituire alla città i resti architettonici di uno dei più antichi ed importanti edifici storici della città, rimessi in luce dopo una grande operazione di restauro realizzato sotto la guida dell'architetto Ezio de Felice.
Dopo essere stato chiuso per tre anni a causa di lavori di consolidamento e rinnovo dei locali, il museo ha riaperto il 18 febbraio 2013. Con il nuovo allestimento, che ha previsto anche la ricollocazione in una luce più appropriata dei reperti più importanti, come la testa di Apollo e l'esposizione di materiali finora custoditi nei depositi, sono state introdotte anche delle proiezioni multimediali.

## Il percorso espositivo
L'allestimento si articola tra giardino esterno, pianterreno e primo piano. Il pianterreno espone, seguendo un criterio cronologico e topografico, i reperti archeologici provenienti da numerose località, quale esemplificazione delle diverse correnti culturali che improntarono il salernitano dalla preistoria all'età romana.

### Il lapidario
Il lapidario nel giardino antistante il museo raccoglie reperti lapidei di epoca romana tra cui statue, rilievi figurati e basi onorarie, rinvenuti in città a partire dal seicento. Degno di nota è la statua acefala in marmo, copia romana dell'originale ellenistica del II secolo a.C., riproducente la Venere col delfino e proveniente da uno scavo del 1960 in via R. Guarna. Non si conosce l'esatta provenienza di un'altra statua acefala di ben più ridotte dimensioni, priva di parte delle gambe e delle braccia, copia romana in marmo dell'Afrodite Cnidia di Prassitele, celebre scultore greco del IV secolo a.C. Un'ulteriore statua acefala esposta nel lapidario è la copia marmorea di età romana della cosiddetta "Grande Ercolanese", opera greca della seconda metà del IV secolo a.C. La statua fu rinvenuta a metà dell'Ottocento in via Trotula de Ruggiero. Proviene dal centro storico di Salerno anche una base marmorea rettangolare del I secolo d.C., riutilizzata in età moderna come vasca per fontana. La base reca, sui quattro lati, decorazioni figurate a bassorilievo.

### L'esposizione al pianterreno

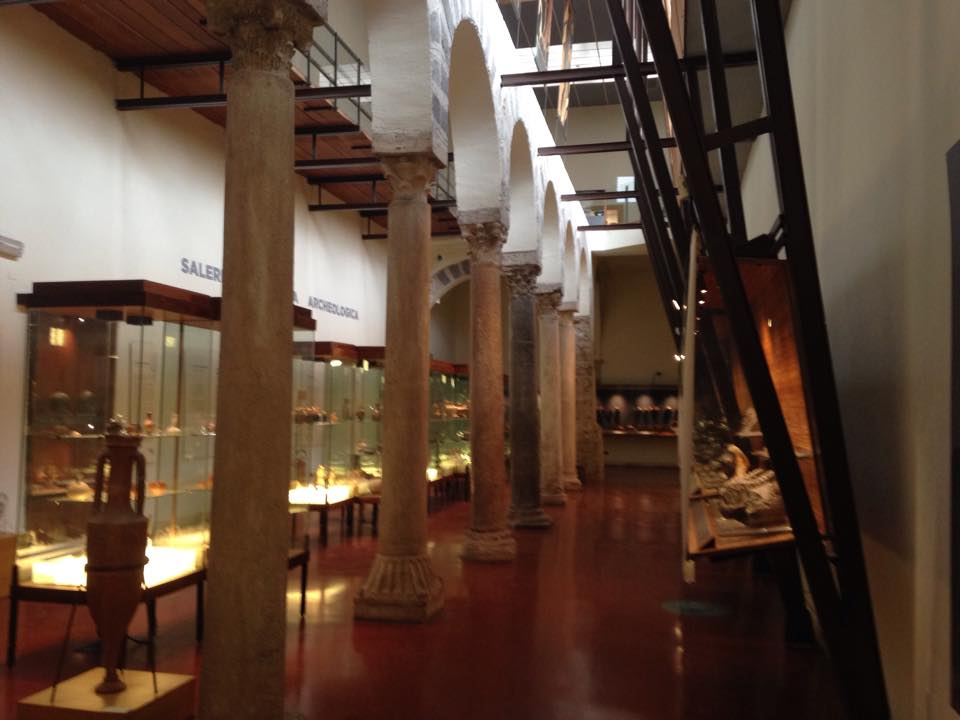
Il pianterreno con i resti del quadriportico

La prima sezione è dedicata alla preistoria. Oltre ad alcuni reperti faunistici da Eboli e alcuni strumenti di industria litica da Amalfi e Palinuro sono esposti materiali databili tra il paleolitico e l'età del bronzo, provenienti dalle grotte di Polla e Pertosa. Si possono apprezzare numerosi reperti della prima età del ferro e del periodo orientalizzante provenienti da diverse località del salernitano. Tra le tombe di Sala Consilina, di particolare interesse è la tomba databile al IX secolo a.C. Tra gli oggetti di corredo è stato rinvenuto un modellino fittile di casa.
Il periodo orientalizzante è ben rappresentato dai corredi delle tombe di Pontecagnano, databili tra l'ultimo quarto dell'VIII secolo e il VI secolo a.C. Tra i reperti si trova ceramica di impasto, ceramica decorata con motivi geometrici e alcuni esemplari di ceramica di importazione provenienti dalla Grecia. Non mancano oggetti di bronzo tra cui armi, fibule, anelli e bracciali. Di particolare interesse è un bacile di bronzo trovato nel 1935, all'interno del quale era stato riposto un aryballos corinzio.
Il V secolo a.C. è documentato dai reperti provenienti da Atena Lucana e Buccino con le caratteristiche nestorides e i crateri a colonnette e da Nocera Superiore con alcuni corredi che rimandano alla più ampia collezione esposta al museo dell'Agro Nocerino. Allo stesso orizzonte cronologico è riconducibile il chous a figure rosse provenienti da Velia. Da Roscigno proviene il bellissimo corredo di una tomba principesca databile tra la fine del V e l'inizio del IV secolo a.C. Nel percorso museale sono stati inseriti due spazi dedicati ai costumi maschili e a quelli femminili, attraverso l'esposizione di diversi oggetti di corredo.
Molto folta è la sezione del museo che espone alcuni reperti pertinenti le collezioni private donate nel tempo alla Provincia. Tra le più ricche è la raccolta di oggetti in bronzo, argento, ferro, terracotta e ambra databili tra il VII e VI secolo a.C. rinvenuti a Sala Consilina. Una parte della collezione è esposta Petit Palais di Parigi
Al IV - III secolo a.C. risale un gruppo di vasi a vernice nera con decorazioni sovraddipinta, provenienti da Pontecagnano. Si tratta di vasi che appartengono alla serie nota con il nome "Gnathia", antica città dell'Apulia, sulla costa tra Bari e Brindisi
Sono esposti inoltre materiali provenienti in massima parte dalle tombe databili tra il II e il VI secolo d.C., rinvenuti lungo il corso Vittorio Emanuele di Salerno dove erano ubicate le necropoli della Salerno romana.

### L'esposizione al primo piano

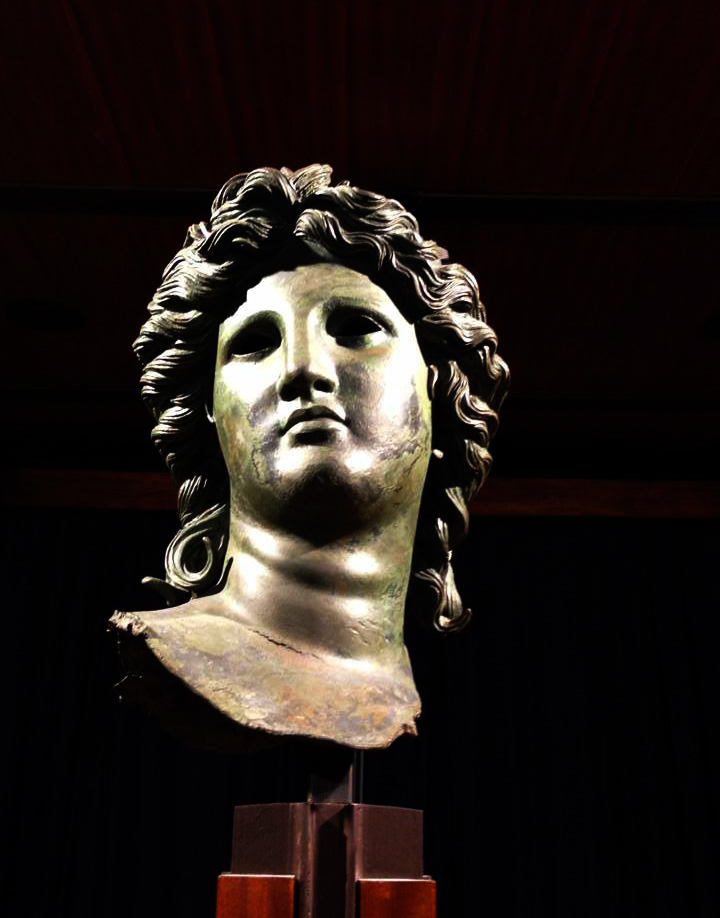
La testa di Apollo

L'esposizione dedicata all'epoca romana culmina al piano superiore del museo dove, sul fondo di una saletta laterale, è esposto uno dei reperti più importanti della collezione della Provincia: si tratta di una testa bronzea raffigurante il dio Apollo alta 51 cm centimetri e databile orientativamente tra il I secolo d.C. e il I secolo a.C. ripescata nelle acque del Golfo di Salerno il 2 dicembre 1930.
Non è stato possibile avanzare ipotesi sicure circa l'età in cui il bronzo fu gettato in mare o il motivo del suo inabissamento, che potrebbe essere avvenuto in epoca successiva a quella antica. È probabile che la testa fosse parte di una statua del culto del dio di grandezza superiore al naturale. 
Il bronzo fu considerato opera di Pasiteles, uno scultore campano operante tra Napoli e Roma nel I secolo a.C. di cui non si conoscono però opere originali o copie, ma solo notizie provenienti da fonti letterarie.
Nel racconto La pesca miracolosa del 5 maggio 1932, Ungaretti narra del recente ritrovamento della testa di Apollo e della visita del poeta al museo stesso.
Il resto del primo piano è occupato dall'esposizione di materiali provenienti dall'antico insediamento etrusco sannitico di Fratte, ubicato nella periferia settentrionale della città di Salerno. Le principali fasi di vita sono comprese tra il VI e il III secolo a.C. La sezione dedicata alle necropoli espone numerosi materiali rinvenuti fuori contesto e sporadici, provenienti dagli scavi della fine degli anni '20 del secolo scorso nonché interi corredi tombali che vanno dal VI al IV secolo d.C. rinvenuti nel corso delle varie campagne di scavo.

## Curiosità
- La testa di Apollo, conservata al Museo, ha fatto parte dell'esposizione “Monumental Bronzes of the Hellenistic World”, una mostra che propose i bronzi più rappresentativi dell'età d'oro della scultura greca. Dal 13 marzo 2015 al 21 giugno 2015 è stata in esposizione a Palazzo Strozzi a Firenze, poi al J.Paul Getty Museum di Los Angeles (dal 28 luglio 2015 al 1º novembre 2015) ed infine negli Stati Uniti d'America, alla National Gallery of Art a Washington (dal 6 dicembre 2015 al 13 marzo 2016). Nel lungo periodo di assenza, il reperto simbolo del museo, è stato sostituito da un felino alato proveniente dal museo di Los Angeles.[3]